# Membrana basal
La membrana basal es una capa de matriz extracelular de sostén y de un pequeño espesor variable, que se encuentra siempre en la base de los tejidos epiteliales y actúa como plataforma para la señalización compleja La membrana basal se sitúa entre los tejidos epiteliales, incluidos el mesotelio y el endotelio, y el tejido conjuntivo subyacente.

## Estructura

### Microarquitectura
Es compleja de ver a microscopio óptico si se tiñe con Hematoxilina-eosina H&E ya que se tiñe de la misma forma que el tejido conjuntivo subyacente. Sin embargo, con la tinción del  ácido peryódico de Schiff o (PAS) podemos diferenciarla perfectamente ya que uno de sus componentes son los polisacáridos que, con esta tinción adquieren un característico color fucsia. Las impregnaciones argénticas también la muestran bien.

### Ultraestructura
Al microscopio electrónico se pueden apreciar varias capas:
- Lámina basal, esta capa exhibe una red de filamentos finos de 3nm a 4nm, compuestos por lamininas, una molécula de colágeno tipo IV y diversos proteoglicanos y glucoproteínas. Gracias a nuevas técnicas de preparación para la microscopía electrónica, el examen microscópico electrónico de tales especímenes permite comprobar que la lámina basal está compuesta por la lámina lúcida y la lámina densa.
  - Lámina lúcida, situada entre la lámina basal (lámina densa) y la célula epitelial.
  - Lámina densa

- Lámina reticular, con fibras más densas y reticulares, colágenos tipo IV, III y VII así como una gran cantidad de proteínas (como la laminina, glucoproteína de unión también presente en las integrinas que adhiere los distintos componentes) y polisacáridos.

Los adipocitos, las células musculares y las nerviosas aparecen a menudo recubiertas de lámina basal y en ocasiones también de lámina reticular. Esta estructura pasa a llamarse lámina externa.
Las membranas basales en el humano muestran que sus proteínas y sus dominios están organizados de manera asimétrica, proporcionando propiedades específicas de sus lados.

## Funciones
Algunas de las funciones de la membrana basal son:
- Filtración molecular pasiva: deja pasar determinadas moléculas, lo que adquiere especial importancia en los riñones y en el  intestino.
- Compartimentalización de tejidos y filtro celular: Los linfocitos sí pueden atravesar la membrana basal, pero en tumores es capaz de ralentizar la metástasis.

- Diferenciación de las células y su organización: Si cultivamos el epitelio en placas de Petri, su tendencia es a formar células planas, a las que añadiendo membrana basal en el sustrato, se les induce la diferenciación.

## Correlaciones clínicas
- Diabetes: problemas de cicatrización y circulación, a veces se le suma un engrosamiento de las membranas basales y más cantidad de colágeno tipo IV y laminina, a pesar de lo cual son más permeables ya que tienen déficit de perlecano, que actúa como filtro de plasma.
- Deficiencia de adhesión leucocitaria: es genético, los leucocitos carecen de las integrinas necesarias para poder adherirse a la membrana basal como consecuencia aparecen infecciones agudas recurrentes bacterianas y fúngicas de piel y mucosas, periodontitis y fístulas perianales o intestinales. En los casos severos aparecen otras manifestaciones como: onfalitis, retardo de la caída del cordón umbilical, sepsis generalizada y leucocitosis masiva (por encima de 100.000 mm³).